# Света София (Охрид)
Вижте пояснителната страница за други значения на Света София.
„Света София“ (на македонска литературна норма: „Света Софија“) е православна църква в град Охрид, Северна Македония. Църквата е катедрала на историческата българска Охридска архиепископия, а впоследствие на Охридската епархия до 1466 година, когато е превърната в джамия. Обърната отново в християнски храм в 1916 година, днес църквата е седалище Дебърско-Кичевската митрополия на Македонската православна църква.

## История
Сегашната църква е построена върху основите и отчасти стените на разрушената в първото десетилетие на VI век митрополитска катедрала, а следващата постройка е била изградена към края на IX век след приемането на християнството като официална религия на България и покръстването на българския народ по времето на княз Борис I. Тя е основно преустроена в последното десетилетие на Х век за коронацията на Самуил през 997 г. като патриаршеска катедрала във вид на куполна базилика.
След изместването на столицата на България в Охрид, по времето на цар Самуил в края на X – началото на XI век, църквата е седалищен катедрален храм на Българската патриаршия, както и на наследилата я след 1018 година Охридската архиепископия. 
Има исторически данни в т. нар. "Дюканжов списък", че църквата е изградена (или обновена) по времето на архиепископ Лъв I Охридски (1037 - 1056).  Сведението явно се отнася до изграждането на средната част на църквата, която датира от по-ново време. 
В 1317 година по нареждане на архиепископ Григорий I Охридски е изграден външният притвор (екзонартекс) с особено представителна фасада, както и южната и северната кула. На външната западна стена на притвора има едноредов гръцки надпис с взидани тухли, който гласи:
| „ | ..μωσης ὁ Γρηγόριο(ς)........ σκηνὴν ἐγείρας τὸν θεόγραφον νόμον: ἒθνη τὰ Μυςῶν ἐκδιδάσκει πανσόφως ⁘ ἒτους ͵ϚΩʹΚʹΕʹ ...Григорий... като издигна храм, мизийските народи поучава всемъдро на богописания закон. Година 6825 (=1317 от Христа) | “ |

Входът в горното ниво на екзонартекса е от горното ниво на нартекса, а комуникацията е чрез стълби от кулата на север от нартекса (Оливеров притвор), както и чрез стълбите от южната кула. Декорацията на тази западна фасада със своята хармоничност и игра на светлосенки е уникален пример за синтез на елементи от сакралната и профанната архитектура. Особено впечатляващ е ктиторският надпис, направен с тухли и хоросан.
След завладяването на България от османските турци, в 1466 година църквата е превърната в джамия. В този период са направени големи екстериорни и интериорни промени: вместо старите сводове и купола с трансепт са изградени нови сводове, изграден е минбар с части от каменната олтарна преграда и цибориума от XIV век, направени са низ преправки и дозидвания, като трема на северната страна и минарето над северната кула.
След като през Балканската война в 1912 година в града влизат сръбски войски, минарето е разрушено. В 1916 година, по време на Първата световна война, българските власти превръщат сградата отново в църква.

## Стенописи
Във вътрешността на църквата са запазени стенописи от два периода – IX или X век и от XI век. От първия период са стенописите в източната част по стените и върху някои от стълбовете. Там са изписани патриарси-светци, чиито имена са нечетливи. Стилистичните и иконографски особености на стенописите от XI век са дело на много майстори, но имат цялостна концепция. Характеризират се с монументалност в розите на фигурите, архаични форми, изградени с широки линии, в които колоритът е подчинен на идеята и рисунката.
Григоривият притвор заема видно място в живописта на XIV век. Стенописите са драматични и експресивни и се забелязва двойственост в представянето на фигурите.